# Dimitrie Brătianu
Dimitrie C. Brătianu, född 1818 och död 8 juni 1892, var en rumänsk politiker.

## Biografi
Tillsammans med brodern Ion Brătianu deltog han i Parisrevolutionen och därefter i upprorsrörelsen i Valakiet 1848, och landsförvisades därifrån i september samma år. Han uppehöll sig därefter i England och Frankrike, där han knöt viktiga politiska förbindelser. Han åtrevände hem till Rumänien 1857, och bidrog under de följande åren genom sitt politiska arbet till den rumänska statens konsolidering. Brătianu var 1867-68 minister för offentliga arbeten, 1868-81 undervisnings- och kyrkominister samt minister i Konstantinopel. 1881 var han en kort tid konseljpresendet med störtades av brodern Ion, som han sedan motarbetade. Dennes fall 1888 var till stor del Dimitrie Brătianus verk.